# 3370 Kohsai
3370 Kohsai è un asteroide della fascia principale. Scoperto nel 1934, presenta un'orbita caratterizzata da un semiasse maggiore pari a 2,2155694 UA e da un'eccentricità di 0,1091644, inclinata di 7,10832° rispetto all'eclittica. L'asteroide è stato dedicato a Hiroki Kōsai.